# Glacier Tschierva
Le glacier Tschierva (en romanche : Vadret da Tschierva) est un glacier de la chaîne de la Bernina. Il se situe dans le canton des Grisons en haute-Engadine. Le glacier donne source à la rivière Ova da Roseg.
Il a une longueur maximale de 4,75 km. Il couvre environ 6,20 km2. Il est large de 1 km.